# Élodie Embony
Élodie Vanessa Embony (sinh ngày 22 tháng 10 năm 1987) là một vận động viên Malagasy thi đấu trong các sự kiện chạy nước rút. Cô đại diện cho đất nước của mình tại Giải vô địch trong nhà thế giới 2016 mà không tiến lên từ vòng đầu tiên.

## Thành tích giải đấu
| Năm                     | Giải đấu                   | Địa điểm                           | Thứ hạng                | Nội dung                | Chú thích               |
| Representing Madagascar | Representing Madagascar    | Representing Madagascar            | Representing Madagascar | Representing Madagascar | Representing Madagascar |
| ----------------------- | -------------------------- | ---------------------------------- | ----------------------- | ----------------------- | ----------------------- |
| 2011                    | All-Africa Games           | Maputo, Mozambique                 | 21st (h)                | 200 m                   | 25.94                   |
| 2014                    | African Championships      | Marrakech, Morocco                 | 16th (sf)               | 100 m                   | 12.32                   |
| 2015                    | African Games              | Brazzaville, Republic of the Congo | 12th (sf)               | 100 m                   | 11.94                   |
| 2015                    | African Games              | Brazzaville, Republic of the Congo | 16th (sf)               | 200 m                   | 24.37                   |
| 2016                    | World Indoor Championships | Portland, United States            | 37th (h)                | 60 m                    | 7.65                    |

## Thành tích cá nhân tốt nhất
Ngoài trời
- 100 mét - 11,76 (-0,1   m / s, St Paul de la Réunion 2015)
- 200 mét - 24,22 (+0,8   m / s, Brazzaville 2015)

Trong nhà
- 60 mét - 7,65 (Portland 2016)